# Сирако
Сирако (на гръцки: Συράκο или Συρράκο) е село в Северозападна Гърция, дем Северна Дзумерка, област Епир. Селото е разположено високо източните склонове на планината Дзумерка. До 2011 година Сирако е самостоятелна община в ном Янина.

## История
Селото е присъединено към територията на Гърция на 23 ноември 1912 година.
Според преброяването от 2001 година населението му е 273 души. Селото традиционно е с арумънско население.

## Личности
Родени в Сирако
- Йоанис Колетис (1773 – 1847), гръцки революционер и политик